# Suprême Conseil de France
Pour les articles homonymes, voir Suprême Conseil.
Le Suprême Conseil de France, fondé en 1804, est l'un des organismes maçonniques français chargés de gérer les hauts grades du Rite écossais ancien et accepté. 

## Histoire

### Début duXIXesiècle, la fondation
Le Rite écossais ancien et accepté est apparu en France grâce à Alexandre de Grasse-Tilly en 1804, alors qu'il revenait des « isles d'Amérique ». Il fonda cette même année le Suprême Conseil pour le 33e degré en France, troisième au monde après celui de la Juridiction Sud des États-Unis (1801), celui des Isles Françaises d'Amérique (Saint Domingue) (1802).  
Un traité d'Union est signé en décembre 1804 entre le Grand Orient de France et le Suprême Conseil du 33e degré en France. C'est grâce à ce traité que le Grand Orient de France s'approprie le Rite écossais ancien et accepté. De 1805 à 1814 le Grand Orient de France administra les 18 premiers degrés du rite, le Suprême Conseil de France administrant les 15 autres, du 19e au 33e. Mais cette complémentarité ne dura pas et le Suprême Conseil de France repris sa souveraineté sur l'ensemble des degrés du 1er au 33è du Rite Ecossais Ancien et Accepté.

## Réveil et refondation
Sous l'impulsion du Suprême Conseil des Isles d'Amérique (Constitué par Grasse-Tilly en 1802, réveillé par Delahogue vers 1810), le Suprême Conseil du 33e degré en France fut réveillé et réorganisé en 1821 sous le nom de Suprême Conseil de France. Il s'érigea en puissance maçonnique indépendante et souveraine. Il créa des loges symboliques (celles qui sont composées des trois premiers degrés et qui se fédèrent normalement au sein d'une Grande Loge ou d'un Grand Orient).

### La Grande Loge de France de 1894

Sceau de la Grande Loge de France, aidée par le Suprême Conseil en 1894.

En 1894, le Suprême Conseil de France crée la Grande Loge de France. Il lui accorde son autonomie administrative complète en 1904 lorsqu'il renonce à délivrer les patentes constitutives des nouvelles loges. Il reste cependant garant de la cohérence dès 33 degrés du rite et conserve des relations très étroites avec sa création, il organise deux tenues solennelles communes chaque année, à l'occasion des deux Saint-Jean.

### Milieu duXXesiècle, les divisions
En 1964, le souverain grand commandeur Charles Riandey fut exclu par le Suprême Conseil de France et avec 400 à 500 membres de la Juridiction du Suprême Conseil quitta le Suprême Conseil de France et rejoignit la Grande Loge nationale française. Il se fit ensuite ré-initier à Amsterdam aux 33 degrés du rite puis fonda avec l'appui du Suprême Conseil de la Juridiction Sud des États-Unis un nouveau Suprême Conseil, dénommé « Suprême Conseil pour la France » ; seul désormais à être reconnu par les suprêmes conseils des États-Unis.

### AuXXIesiècle
En 2004, le Suprême Conseil de France a organisé à l'occasion de son bicentenaire de nombreuses manifestations, publiques ou réservées aux francs-maçons, ainsi qu'une exposition d'objets historiques.

## Liste des grands commandeurs
Alors que le plus haut dignitaire d'une grande loge est nommé « grand maître », dans le cas des suprêmes conseils qui régissent les hauts grades du Rite écossais ancien et accepté, la dénomination traditionnelle est « grand commandeur ».
La liste des grands commandeurs du Suprême Conseil de France s'établit comme suit :
Période du « Suprême Conseil pour le 33e degré en France », concordat avec le Grand Orient de France
- 1804-1806 Le comte Alexande de Grasse, marquis de Tilly
- 1806-1821 Le Prince Régis de Cambacérès, Duc de Parme

Après la rupture du concordat et la fusion avec le « Suprême Conseil des Iles françaises d'Amérique ».
- 1821-1822 Le lieutenant-général Comte Cyrus de Valence
- 1822-1825 Le comte de Ségur
- 1825-1838 Le duc Gabriel de Choiseul-Stainville
- 1838-1860 Le duc Élie Decazes
- 1860-1868 Jean Viennet
- 1868-1869 Bénédict Allégri
- 1869-1880 Adolphe Crémieux
- 1880-1899 Louis Proal
- 1899-1914 Jean-Marie Raymond
- 1914-1917 Albert Coutaud (par intérim)
- 1918-1921 René Raymond (par intérim)
- 1921-1924 René Raymond
- 1924-1926 Gustave Desmons
- 1926-1958 René Raymond
- 1959-1961 Jacques Maréchal
- 1961-1964 Charles Riandey
- 1965-1967 Stanislas Bonnet
- 1967-1975 Henri Bittard
- 1975-1978 Alexis Zousmann
- 1978-1990 Albert Chevrillon
- 1990-2000 Paul Veysset
- 2000-2009 Hubert Greven
- 2009-2018 Claude Collin
- depuis 2018 Jacques Rozen

## Structure de la juridiction
La juridiction se compose de:
- Loges de Perfection (4e au 14e degré).
- Chapitres (15e au 18e degré)
- Aréopages (19e au 30e degré)
- Tribunaux (31e degré)
- Consistoires (32e degré)
- Conseil Suprême (33e degré)[5]